# 蝦名達夫
蝦名 達夫（えびな たつお、1997年9月20日 - ）は、青森県青森市出身のプロ野球選手（外野手）。右投右打。横浜DeNAベイスターズ所属。

## 経歴

### プロ入り前
青森市立野内小学校2年時から、野内ヤンキースで軟式野球をスタート。その後青森市立東中学校に進学し軟式野球部に所属、引退後高校入学までの間所属したクラブチームにてKWBボール東日本大会優勝を経験した。中学3年時には甲子園常連校である青森県外の私立高校から入学を誘われていたが、地元の青森県立青森商業高等学校へ進学した。
青森商業高校への進学後は、硬式野球部で1年時から遊撃手としてレギュラーに定着した。在学中には全国大会と無縁であったが、在学中の対外試合で通算31本塁打を記録。3年時には、硬式野球部が東都大学野球リーグに加盟する首都圏の私立大学や、県外の社会人野球チームから誘いを受けるほど注目されていた。しかし、北東北大学野球リーグに加盟する青森大学の硬式野球部からNPB（西武ライオンズ）へ直接入った細川亨捕手への憧れが強く、結局は細川と同じ道を歩んだ。
青森大学総合経営学部に入学。硬式野球部に入部し、北東北大学野球のリーグ戦で、1年時の秋季から「4番・一塁手」に起用。打率.382、リーグトップの9打点を記録したほか、ベストナインに選ばれた。2年時の秋季にも一塁手としてベストナインに選出されたが、3年時から外野手へ転向すると、秋季リーグから主将に就任。4年時の春季リーグでは、10試合の出場ながら、リーグ1位タイの3本塁打を放った。秋季リーグでは、打率.406で首位打者のタイトルを獲得するとともに、チーム16季振りの優勝に貢献。外野手としても、4年時の春季と秋季でベストナインに選ばれた。
2019年10月17日に行われたドラフト会議では、横浜DeNAベイスターズから6位指名を受け、契約金2500万円、推定年俸750万円（金額は推定）という条件で入団した。担当スカウトは自身と同じ東北地方（岩手県）出身の欠端光則で、背番号は青森大学硬式野球部OBでスカウトの八馬幹典が横浜入団時に着用していた61に決まった。

### DeNA時代

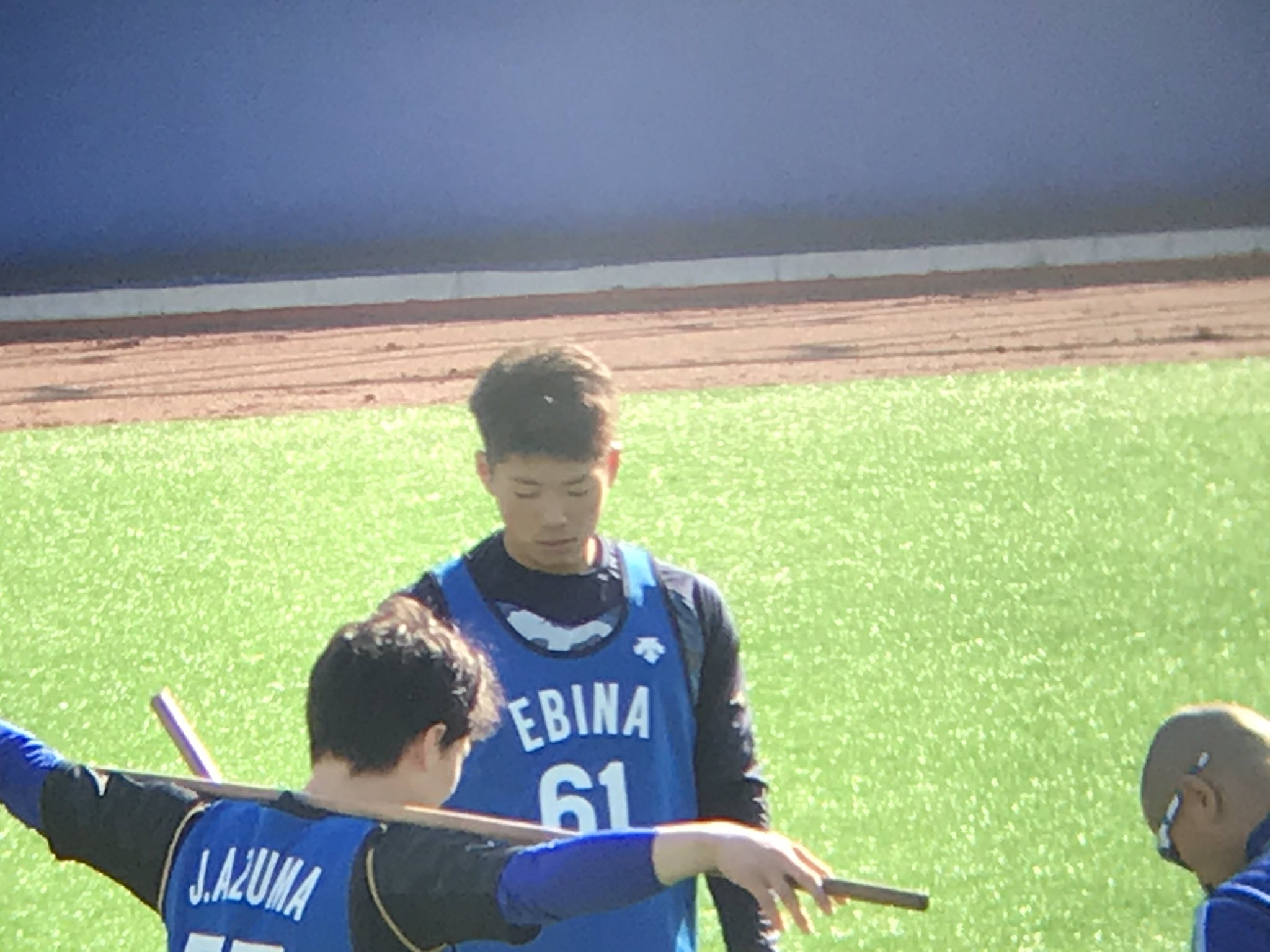
新人合同自主トレにて

2020年は、同期入団の新人選手では坂本裕哉と共に春季キャンプを一軍で迎える。キャンプの序盤に左第4指の中節骨を骨折したため、オープン戦に出場できなかった。6月のレギュラーシーズンの開幕直前に組まれた練習試合から、一軍へ再び合流。練習試合では通算で9打数ノーヒットに終わったが、「何か光るものを感じた」という監督のアレックス・ラミレスの評価を背景に、チームの新人野手としては唯一の開幕一軍入りを果たした。開幕2カード目となった、6月24日の対中日ドラゴンズ2回戦（横浜スタジアム）で、代打として一軍公式戦デビュー。しかし、この打席で凡退すると翌6月25日に出場選手登録を抹消された。抹消後は9月上旬まで、イースタン・リーグの公式戦23試合に出場。通算で打率.333、6本塁打、出塁率.419、長打率.667と好成績を残し、8月下旬から9月上旬にかけて、4試合連続本塁打や6試合連続複数安打も記録した。9月8日に再び登録されると、同日の対阪神タイガース戦（横浜）で、「8番・右翼手」としてスタメンに抜擢。同10日の同カードでは、4回裏一死から代打に起用されると、能見篤史から一軍公式戦での初安打・初打点をバックスクリーン直撃のソロ本塁打で記録した。
2021年は、4月16日に一軍へ昇格したが、代打で結果を残せず5月10日に登録を抹消された。6月29日のイースタン・リーグ公式戦の埼玉西武ライオンズ戦（平塚）で頭部死球を受け、救急搬送された。その後8月24日に再登録されると、翌25日の阪神戦（京セラドーム大阪）に「2番・右翼手」としてスタメン出場し、プロ入り初のマルチ安打を記録した。一軍公式戦には前年を上回る31試合に出場し、打率.167、0本塁打の成績だった。10月11日には横浜市内の病院で右足関節のクリーニング手術を受けたことが発表された。
2022年も、開幕は二軍で迎えたが、左翼手の佐野恵太の故障により5月6日に一軍昇格。代打起用が続いていたが、監督の三浦大輔からしぶとく食らいつく打撃を買われ、5月27日の福岡ソフトバンクホークス戦（横浜）で6番・右翼手としてスタメンに抜擢。6月2日のオリックス・バファローズ戦（横浜）では山崎福也からルーキーイヤー以来2年ぶりとなる本塁打を放つ。その後も連続試合安打を重ね、6月22日の読売ジャイアンツ戦（東京ドーム）からは1番打者に起用される。しかし、7月に入ると調子を落としていき、同じ右翼のポジションにつく楠本泰史や怪我から復帰した大田泰示がスタメンに入る機会が増えていく。8月10日に新型コロナウイルスの陽性判定を受け離脱。その後、一軍復帰するもレギュラーは奪い返せず、8月29日に再び登録抹消となった。この年は先発出場も増え、61試合に出場し、打率.247、3本塁打の成績を残した。オフには球団からの提案で、外野だけでなく三塁にも挑戦することを明らかにした。
2023年は、オープン戦期間中の3月22日、左内腹斜筋肉離れで離脱し、開幕を一軍で迎えることが出来なかった。その後はリハビリを経て二軍で調整し、故障の桑原将志と入れ替わる形で6月14日に一軍に昇格した。しかし7月17日の広島東洋カープ戦（横浜）、同点の7回の守備にて、右翼への打球をチャージをかけずに捕球した結果、二塁走者だった投手の床田寛樹の本塁生還を許し決勝点を献上する形となってしまい、翌日に登録を抹消された。その後二軍で打棒を発揮し、8月1日に再び登録されるも、42試合の出場で打率.140、0本塁打、0打点に終わり、守備でも不安定な部分が露呈した。11月29日に150万円アップの推定年俸1750万円で契約更改した。
2024年は、オープン戦で結果が残せず、開幕を二軍で迎える。その後、二軍で結果を残し4月26日に一軍に昇格。4月29日の中日戦（バンテリンドーム）で途中出場し2安打を記録すると、そのまま好調をキープし、同カードの5月1日の試合では4打席連続安打でプロ入り初めての猛打賞を記録した。5月11日の阪神戦（横浜）では、2点を追う8回一死一塁の場面で岩崎優から同点本塁打を放ち、一時7点差あった試合をひっくり返す逆転勝利に貢献し、プロ入り初のお立ち台に上がった。この試合から1番打者で固定され始める。5月26日の広島戦（横浜）では第1打席でアドゥワ誠の初球を左翼席最前列へ運び、自身初の先頭打者本塁打を記録した。28日の東北楽天ゴールデンイーグルス戦（横浜）では第1打席でコディ・ポンセの直球をバックスクリーン右方向に運んだが、フェンス最上部に当たっての二塁打で、リクエストでの検証も行われたが、僅か数cm届かず、2試合連続の先頭打者本塁打とはならなかった。6月12日の試合を欠場するまで、26試合連続で1番打者を務めた。14日の埼玉西武ライオンズ戦（ベルーナドーム）で1番打者に復帰するも、試合中に右ハムストリングの肉離れを発症して途中交代し、翌15日に登録抹消となった。7月16日に二軍戦で実戦復帰した後、28日に一軍に復帰した。離脱中に梶原昂希が1番打者に定着し、後半戦は先発出場の機会を伸ばせなかった。それでも、自己最多の76試合に出場し、オフの契約交渉では950万円増の推定年俸2700万円で更改した。
2025年は、桑原が開幕直前に骨折で離脱したこともあり、6番・中堅で自身初の開幕スタメンの座をつかんだ。

## 選手としての特徴

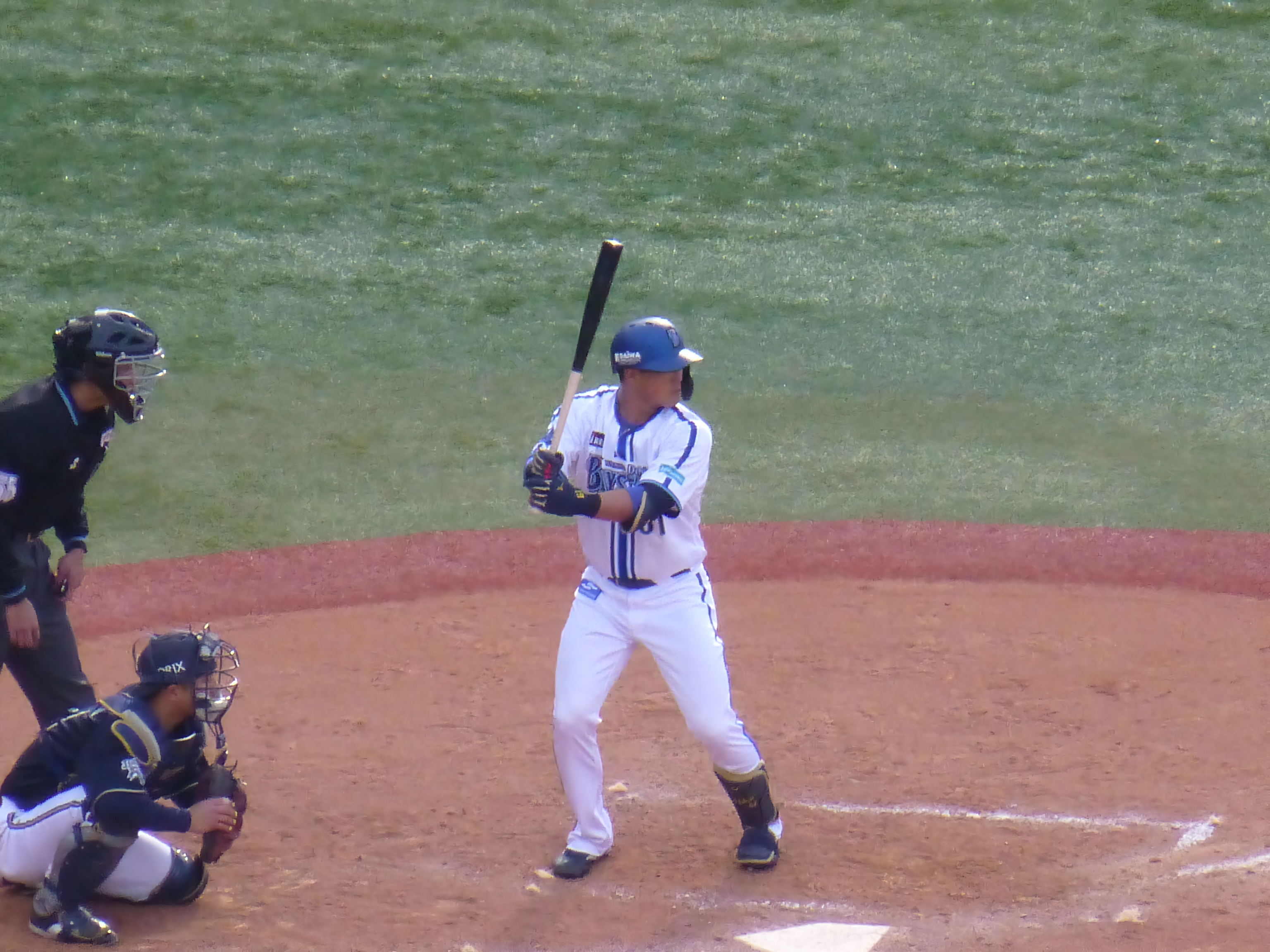
蝦名の打撃フォーム

内野手から外野手へ転向した大学3年時に、北東北大学野球リーグで春秋を通じてタイトルを獲得できなかったことを機に打撃フォームを改造。それまで高かったグリップの位置を宮﨑敏郎のように低くしたところ、4年時の春季に最多本塁打、秋季に首位打者のタイトルを手にした。スカウトの欠端は「甘い球を見逃さずに長打を放てる一方で、追い込まれたら逆方向に打てるので、抑えるにはしんどい打者」と評価している。
身長が185cmと大柄ながら、50m走で6秒0というタイムを手動計測で記録したほどの俊足と、遠投で120mを記録したほどの強肩の持ち主でもある。

## 人物
生まれてから大学を卒業するまでの22年間を過ごした青森県への愛着が強く、高校時代から県外の強豪校に幾度も勧誘されていたが、父が病を患っており家族への負担を考えたことや、「青森からNPBに入りたい」という思いで県内にとどまっていた。DeNAへの入団を機に県外（神奈川県）での生活を始めてからも、「野球で活躍することが地元のPRにつながれば良い」と語っている。なお、その父は、DeNA4年目の2023年6月28日に多臓器不全で死去したことが球団より発表された。
兄と姉がおり、3人兄姉の末っ子。8歳年上の兄は蝦名が野球を始めるきっかけにもなった憧れの存在で、「兄が高校のときに試合を見に行ってそれが楽しくて野球の楽しさを知りました」といい、兄と同じ青森商業高校に進学している。登場曲に使用しているEXILEの「Yell」は兄が好んだ楽曲である。2025年5月11日、その兄が35歳の若さで急逝したため、出場選手登録されたまま一時的にチームから離脱した。チームに復帰後初のスタメン出場となった22日の試合では走攻守で活躍し、ヒーローインタビューの際に兄を亡くしたことを公表した。
青森ねぶた祭では、高校1年時から大学4年時まで、夏季休暇中のアルバイトの一環でねぶたの引き手（重量4tの立体灯篭を乗せた台車を引っ張る役目）を担っていた。本人によれば、「背が高い人は中腰の姿勢で引き続けなければいけないので、かなり辛かったが、トレーニングとしては良かった」とのことである。
地元の名産品である黒ニンニクが好物で、幼少期からおやつ代わりに食べていたほどである。DeNAへの入団を機に「青星寮」（球団合宿所）へ入寮した後も、毎日欠かさず寮内で食べているという。
愛称は「エビちゃん」。ドラフト同期入団で、同学年である伊勢大夢とのコンビはファンから「イセエビ」と呼ばれ、親しまれている。

## 詳細情報

### 年度別打撃成績
| 年 度     | 球 団     | 試 合 | 打 席 | 打 数 | 得 点 | 安 打 | 二 塁 打 | 三 塁 打 | 本 塁 打 | 塁 打 | 打 点 | 盗 塁 | 盗 塁 死 | 犠 打 | 犠 飛 | 四 球 | 敬 遠 | 死 球 | 三 振 | 併 殺 打 | 打 率 | 出 塁 率 | 長 打 率 | O P S |
| --------- | --------- | ----- | ----- | ----- | ----- | ----- | -------- | -------- | -------- | ----- | ----- | ----- | -------- | ----- | ----- | ----- | ----- | ----- | ----- | -------- | ----- | -------- | -------- | ----- |
| 2020      | DeNA      | 17    | 24    | 21    | 3     | 3     | 1        | 0        | 1        | 7     | 1     | 0     | 0        | 0     | 0     | 2     | 0     | 1     | 8     | 1        | .143  | .250     | .333     | .583  |
| 2021      | DeNA      | 31    | 21    | 18    | 1     | 3     | 0        | 0        | 0        | 3     | 1     | 0     | 0        | 0     | 0     | 3     | 0     | 0     | 7     | 2        | .167  | .286     | .167     | .452  |
| 2022      | DeNA      | 61    | 181   | 158   | 21    | 39    | 4        | 0        | 3        | 52    | 8     | 6     | 5        | 7     | 0     | 10    | 0     | 6     | 43    | 3        | .247  | .316     | .329     | .645  |
| 2023      | DeNA      | 42    | 51    | 43    | 6     | 6     | 1        | 0        | 0        | 7     | 0     | 1     | 0        | 3     | 0     | 1     | 0     | 4     | 12    | 0        | .140  | .229     | .163     | .392  |
| 2024      | DeNA      | 76    | 253   | 223   | 28    | 57    | 13       | 0        | 3        | 79    | 17    | 3     | 7        | 6     | 1     | 17    | 1     | 6     | 51    | 1        | .256  | .324     | .354     | .678  |
| 通算：5年 | 通算：5年 | 227   | 530   | 463   | 59    | 108   | 19       | 0        | 7        | 148   | 27    | 10    | 12       | 16    | 1     | 33    | 1     | 17    | 121   | 7        | .233  | .307     | .320     | .627  |

- 2024年度シーズン終了時

### 年度別守備成績
| 年 度 | 球 団 | 外野  | 外野  | 外野  | 外野  | 外野  | 外野     |
| 年 度 | 球 団 | 試 合 | 刺 殺 | 補 殺 | 失 策 | 併 殺 | 守 備 率 |
| ----- | ----- | ----- | ----- | ----- | ----- | ----- | -------- |
| 2020  | DeNA  | 4     | 3     | 0     | 0     | 0     | 1.000    |
| 2021  | DeNA  | 14    | 3     | 0     | 0     | 0     | 1.000    |
| 2022  | DeNA  | 52    | 63    | 2     | 0     | 0     | 1.000    |
| 2023  | DeNA  | 31    | 19    | 1     | 1     | 1     | .952     |
| 2024  | DeNA  | 71    | 120   | 1     | 0     | 0     | 1.000    |
| 通算  | 通算  | 172   | 208   | 4     | 1     | 1     | .995     |

- 2024年度シーズン終了時

### 記録
初記録
- 初出場・初打席：2020年6月24日、対中日ドラゴンズ2回戦（横浜スタジアム）、8回裏に伊藤光の代打で出場、福敬登から二飛
- 初先発出場：2020年9月8日、対阪神タイガース13回戦（横浜スタジアム）、8番・右翼手で先発出場
- 初安打・初打点・初本塁打：2020年9月10日、対阪神タイガース15回戦（横浜スタジアム）4回裏に能見篤史から中越ソロ
- 初盗塁：2022年4月13日、対読売ジャイアンツ2回戦（沖縄セルラースタジアム那覇）、1回表にニ盗（投手・C.C.メルセデス、捕手・大城卓三）

登場曲
- 「銀河鉄道999」EXILE（2020年 - ）
- 「No Limit」EXILE（2021年 - ）
- 「エビカニクス」 ケロポンズ（2022年 - ）[55]

### 背番号
- 61（2020年 - ）